# Circassi
I circassi, noti anche come adighè o adighi (in adighè: адыгэ, adǝgă, in russo адыги?, adygi), sono un gruppo etnico delle regioni a nord-ovest del Caucaso; appartengono a una delle più antiche popolazioni autoctone del Caucaso e sono tra gli abitanti originari della regione. La Turchia ospita la più grande comunità circassa del mondo.

## Terminologia
I circassi si definiscono adyghe. L'etnonimo deriva probabilmente dall'unione di atté ("altezza" che sta ad indicare i montanari) e ghéi ("mare").
La parola circassi è un esonimo. I russi identificavano tutte le tribù come Čerkesy, derivato probabilmente dal nome di una delle tribù occidentali, Kerkety. Nelle prime fonti accademiche russe, i circassi erano definiti Kasogi, mentre nelle fonti arabe medievali erano chiamati Kasogi, Jarkas e Jahārkas. La parola Charkas potrebbe essere un'abbreviazione della parola persiana Chahār-kas ("quattro popoli").
Nel X secolo, i persiani, i georgiani e gli arabi chiamavano i circassi Kashak, probabilmente una parola georgiana derivata dall'osseta Kasogi. I turchi usavano invece la parola Cherkas, diffusasi nel linguaggio comune a partire dal XIII secolo.

## Storia
I circassi cominciarono ad apparire sulla scena caucasica intorno al X secolo a.C., anche se si pensa che la loro origine possa risalire a molto più indietro nel tempo. Le varie tribù circasse non si sono mai unificate sotto un'unica bandiera, fatto questo che ha notevolmente ridotto la loro influenza sul territorio e che ha avvantaggiato nel corso dei secoli gli invasori: mongoli, avari, peceneghi, unni e cazari.
Questa mancanza di unità costò infine ai circassi l'indipendenza quando furono sottomessi dall'Impero russo dopo una serie di guerre e di campagne militari verso la fine del XVIII secolo. Dopo la guerra di Crimea, la Russia volse le proprie attenzioni prima verso la Cecenia e il Daghestan; poi, quando nel 1859 sconfisse Imam Shamil, leader dell'Imamato del Caucaso, ad est, cominciò a sottomettere anche gli adighi in un processo che durò fino al 1864, chiamato Genocidio circasso, e che ebbe le punte massime a Soči.
Come le altre minoranze etniche soggiogate dalla Russia, anche i circassi furono sottoposti ad un massiccio riassetto sociale e politico che raggiunse il picco con le collettivizzazioni totali delle campagne nel periodo comunista.
I circassi hanno vissuto nelle regioni caucasiche sin dal medioevo. Grazie alla loro fama di guerrieri, spesso facevano parte dei reparti d'élite nelle grandi armate dell'epoca. Erano ben rappresentati, inoltre, nella società dei mamelucchi nell'Impero ottomano e in Egitto. La dinastia egiziana Burji, regnante in Egitto dal 1382 al 1517 fu fondata da mamelucchi circassi.
I circassi vennero espulsi dalle loro regioni natali alla fine del XIX secolo, dopo una serie di rivolte contro il potere russo zarista. Buona parte della cultura circassa fu spazzata via dopo l'invasione russa del 1864, in quello che è noto come "genocidio circasso". Essendo musulmani trovarono rifugio nei territori dell'Impero ottomano, grazie alle loro tradizionali abilità militaresche che li portarono a costituire anche la tradizionale guardia pretoriana del sultano ottomano.

## La diaspora

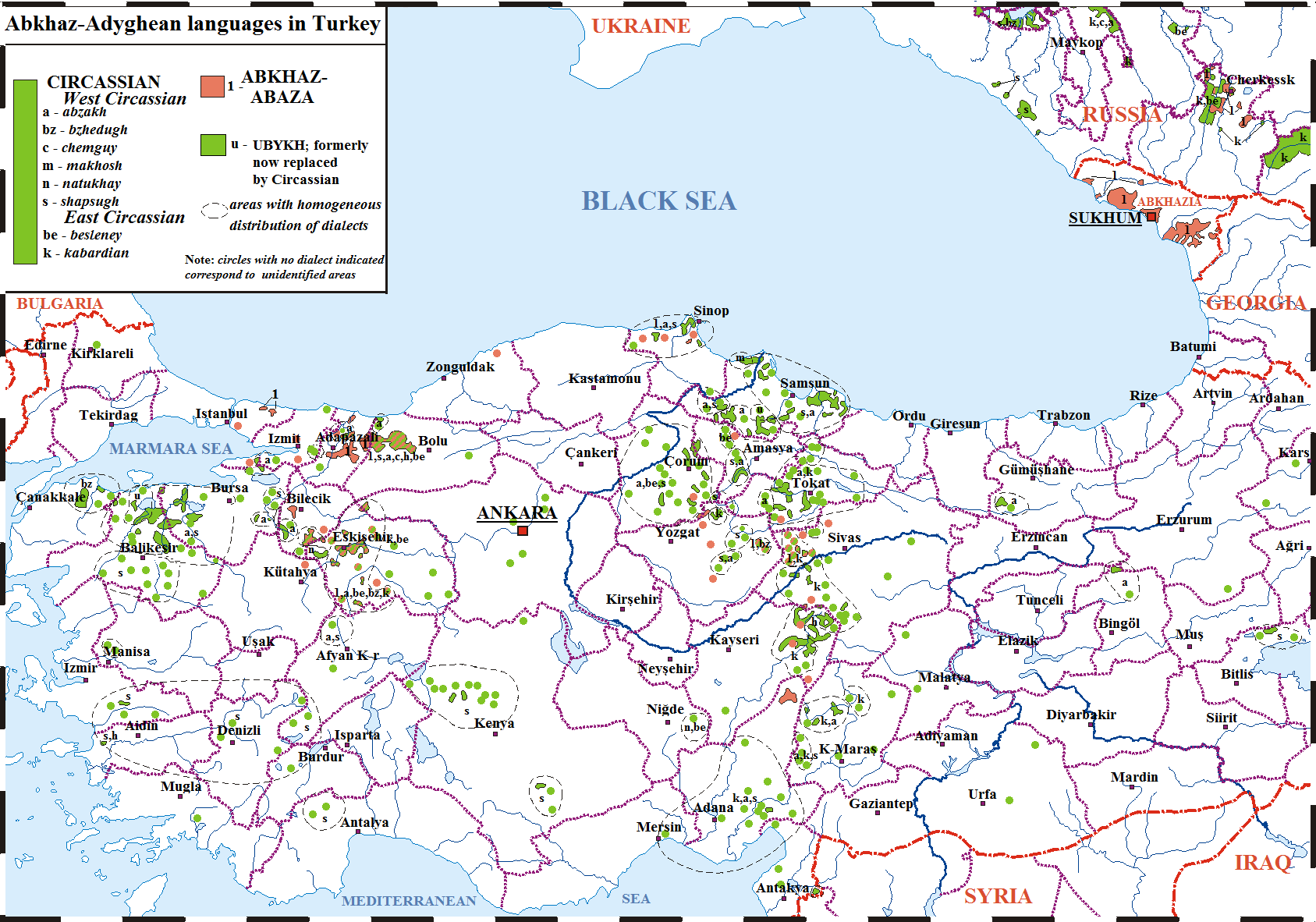
Distribuzione degli insediamenti circassi in Turchia.

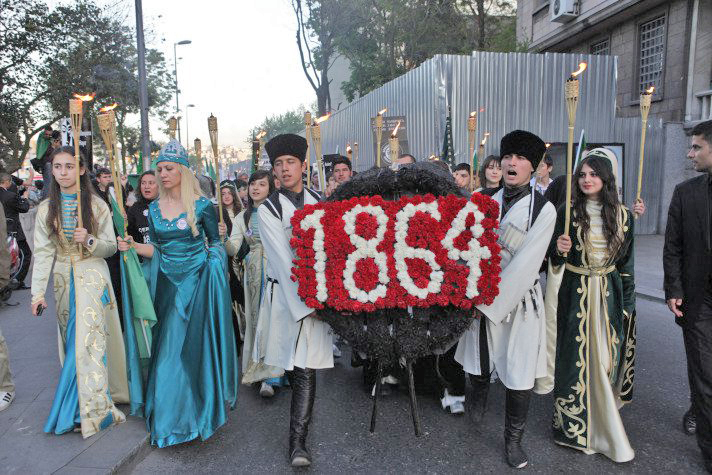
Circassi a Istanbul commemorano il genocidio circasso.

Un accordo stipulato tra le autorità ottomane e russe stabilì l'immigrazione di un numero compreso tra i 40.000 e i 50.000 immigrati circassi. Tuttavia, furono tra gli 800.000 e 1.200.000 musulmani circassi ad arrivare, venendo poi sparsi in tutto l'impero. Centinaia di villaggi vennero stabiliti nelle regioni dell'Anatolia centrale, mentre 175.000 rifugiati circassi si insediarono nei territori a maggioranza cristiana nei Balcani. La Rivolta d'aprile del 1876, che portò poi alla guerra russo-turca del 1877-1878, fu parzialmente attribuita ad alcuni massacri di bulgari cristiani da parte di coloni circassi. Durante la successiva occupazione russa del Principato di Bulgaria e della Rumelia orientale, i circassi vennero espulsi dalla regione.
Nel 1878, il governo imperiale decise di trasferire 50.000 di questi rifugiati circassi nei territori della Siria ottomana, stabilendo comunità agricole. Queste politiche di insediamento furono anche parte di un programma volto a rafforzare il controllo del governo centrale dei territori periferici, oltre ad includere tentativi di sedentarizzare i beduini nomadi delle steppe siriane e ad imporre il controllo sulle popolazioni druse, alauite e maronite. Circa 25.000 furono inviati nelle regioni meridionali della Siria, principalmente nella regione di Balqa (parte dell'odierna Giordania), nelle alture del Golan e in Galilea.
La più grande comunità circassa si trova oggi in Turchia, in special modo nelle province di Samsun, Balıkesir, Sakarya e Düzce. Si costituirono comunità circasse — oltre a quella tradizionale egiziana — in Siria, Giordania (i circassi giordani e i circassi siriani rivestono ancora un ruolo importante in politica e nell'esercito), Israele (i circassi israeliani sono concentrati nei villaggi di Kfar Kama e Rehaniya, fin dal 1880), oltre che negli Stati Uniti d'America, in particolare negli stati di New York e del New Jersey. Una piccola comunità che si trovava in Kosovo è espatriata in Adighezia nel 1998.

## Cultura

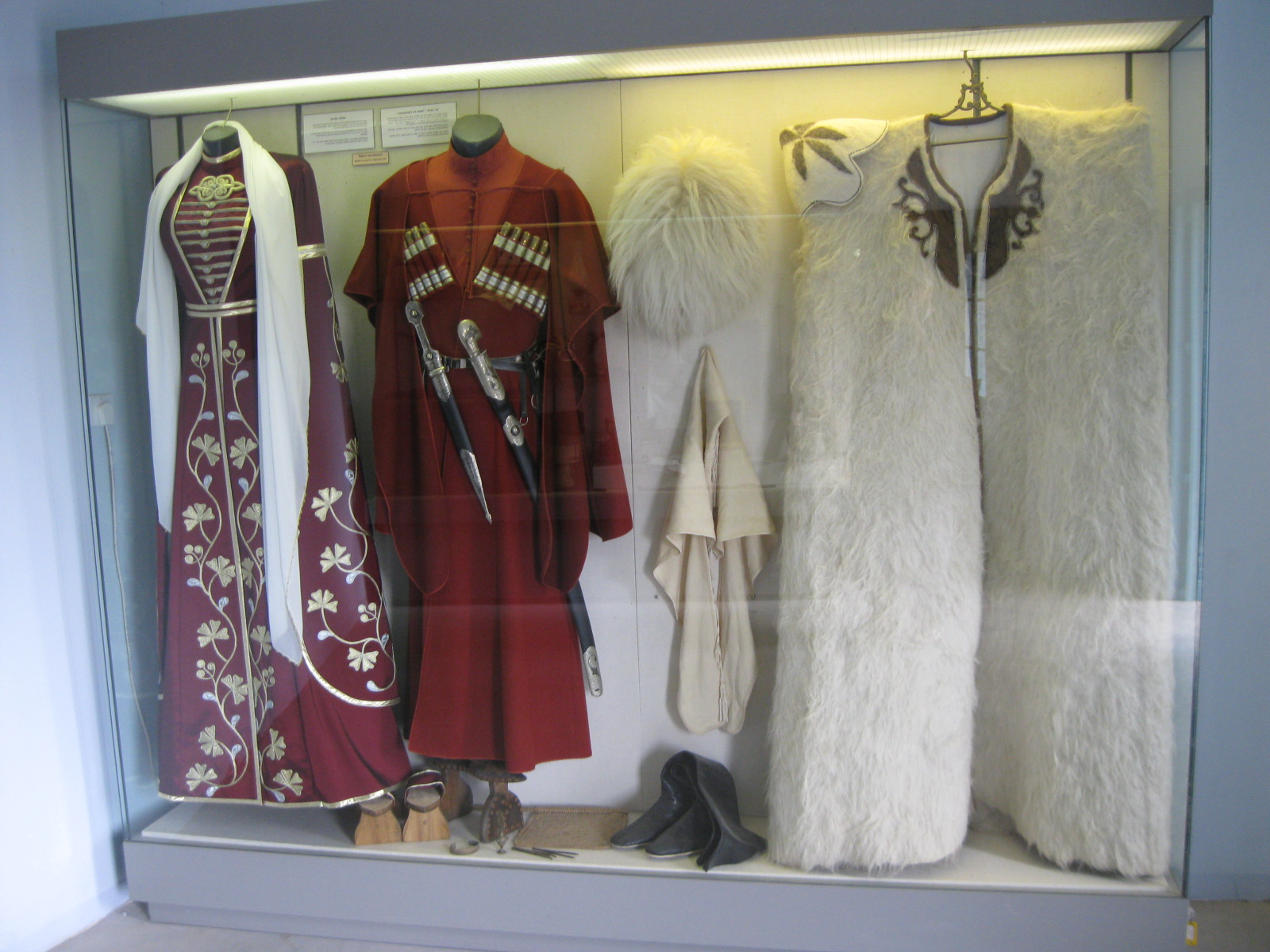
Abiti tradizionali circassi

I circassi erano considerati un popolo di guerrieri. La quasi totalità degli uomini conosceva le arti del combattimento e poteva essere considerati composta da soldati, mentre i bambini venivano sottoposti in tenera età a duri addestramenti.
La società circassa poteva essere considerata in passato una società di tipo matriarcale. Le donne, infatti, combattevano al fianco dei loro mariti durante le battaglie ed erano per questo stimate quasi al pari degli uomini.
Prima dell'invasione russa, la società circassa era notevolmente stratificata. Solo poche tribù delle regioni montagnose della Circassia potevano fregiarsi di una certa uguaglianza a livello sociale, mentre la maggior parte dei sottogruppi era suddivisa in molteplici caste. La più elevata di queste era quella del principe, seguito da nobili, semplici cittadini, servi e schiavi. Nel periodo antecedente la dominazione russa, due tribù cominciarono al loro interno un relativo processo di democratizzazione sociale ma questo processo durò ben poco perché persero presto la loro indipendenza.
Oggi molti circassi parlano le lingue circasse, facenti parte della famiglia linguistica delle lingue caucasiche, oppure hanno adottato la lingua turca o la lingua araba. Le lingue circasse sono attualmente scritte con l'alfabeto cirillico.
La religione predominante tra i circassi è l'Islam sunnita.

## Sottogruppi
Le principali tribù circasse sono:
- Abzekh
- Adamey
- Bzhedugh
- Hatukuay
- Cabardi
- Kemirgoy
- Makhosh
- Natekuay
- Sciapsughi
- Zhané
- Yegerikuay
- Besleney

Molti circassi stanziati in Caucasia sono bzhedugh e kemirgoy, mentre la maggioranza di quelli coinvolti nella diaspora sono abzekh e sciapsughi.